# Nakajima Ki-44
Chiếc Nakajima Ki-44 (tên thường gọi bằng tiếng Nhật trên báo chí của nó là: Shōki, 鍾馗) là kiểu máy bay tiêm kích 1 động cơ được Không lực Lục quân Đế quốc Nhật Bản sử dụng trong Thế Chiến II, bay lần đầu tiên vào tháng 8 năm 1940 và đưa vào sử dụng năm 1942. Tên mã của Đồng Minh là "Tojo"; tên gọi trong quân đội Nhật là "Máy bay Chiến đấu một chỗ ngồi Kiểu 2" (二式単座戦闘機).
Nó ít cơ động hơn người tiền nhiệm trước đó, chiếc máy bay nhanh nhẹn Ki-43 và các phi công không thích nó do tầm nhìn kém trên mặt đất, tốc độ hạ cánh lớn và khả năng thao diễn giới hạn. Tuy vậy Ki-44 lại tỏ ra xuất sắc trong các chuyến bay thử. Nó nổi bật trong việc đánh chặn và có thể đối chọi với các máy bay của Đồng Minh trong tốc độ lên cao và bổ nhào, giúp phi công linh hoạt hơn trong chiến đấu. Hơn nữa, trang bị vũ khí (kể cả các phiên bản trang bị 2 khẩu pháo 40mm) cao cấp hơn rất nhiều so với phiên bản cũ hơn Ki-43. Những đặc điểm này làm cho máy bay có hiệu quả cao trong việc chống lại các oanh tạc cơ B-29 Superfortress và trở thành một trong những ưu tiên của Bộ chỉ huy cấp cao Nhật Bản trong những giai đoạn cuối cùng của cuộc chiến. Nhưng với việc huấn luyện phi công kém trong giai đoạn cuối của cuộc xung đột làm cho nó thường xuyên trở thành mục tiêu của các phi công Đồng Minh.
Thiết kế và phát triển
Nakajima bắt đầu phát triển Ki-44 từ năm 1940 như là một máy bay chuyên về đánh chặn với việc nhấn mạnh vào khía cạnh tốc độ bay và tốc độ lên cao hơn là khả năng cơ động. Đặc tính kỹ thuật yêu cầu của Không lực lục quân Nhật Bản bao gồm tốc độ bay tối đa 600 km/h (370 mph) đạt được cao độ bay 4,000 m (13,130 ft) trong 5 phút. Một tập hợp bộ cánh tà tấn công kiểu "cánh bướm" trên Ki-43 được trang bị cho nó giúp nâng cao khả năng cơ động. Trang bị vũ khí gồm 1 cặp súng máy 7.7mm (0.303 in) và 1 cặp súng máy 12.7mm (0.5 in).
Động cơ được lựa chọn cho chiếc máy bay đánh chặn kiểu mới là loại động cơ radial Ha-41 2 hàng 14 xi lanh của Nakajima mà nguyên thủy định dùng cho máy bay ném bom. Mặc dù Ha-41 không phải là một lựa chọn lý tưởng do đường kính mặt cắt lớn của nó, nhóm thiết kế đã kết hợp động cơ này với một thân máy bay nhỏ hơn nhiều với một tiết diện hẹp. Để đạt được mục tiêu thiết kế của mình, diện tích cánh đã được làm cho tương đối nhỏ dẫn đến áp lực cánh cao và tốc độ hạ cánh tương đối cao có thể làm nản lòng các phi công Nhật Bản có trình độ bay trung bình, những người đã từng sử dụng nhiều loại máy bay với áp lực cánh thấp như người tiền nhiệm của Ki-44 như Ki-43 và Ki-27.
Chiếc Ki-44 nguyên mẫu đầu tiên bay vào tháng 8 năm 1940 và các chuyến bay thử nghiệm ban đầu nhìn chung là đáng khích lệ, với việc điều khiển được cân nhắc chấp nhận áp lực cánh cao. Các vấn đề gặp phải bao gồm tốc độ hạ cánh cao và tầm nhìn phía trước kém trong lúc lăn bánh do động cơ radial cỡ lớn.

## Lịch sử hoạt động
Hoạt động của nó bắt đầu bằng việc gửi một đơn vị thử nghiệm, Chutai (đại đội bay độc lập) số 47 "Kawasemi Buntai" đến Sài Gòn, Đông Dương vào tháng 12 năm 1941 với 9 máy bay dưới sự chỉ huy của Thiếu tá Toshio Sakagawa, đơn vị sau này trở thành Sentai (trung đoàn bay) số 47 và quay trở về phòng thủ chính quốc. Nhiều máy bay được gửi đến Trung Hoa và các nơi khác để phòng thủ các mỏ dầu ở Sumatra, Indonesia, ở Mặt trận Trung Hoa-Miến Điện-Ấn Độ, Philippines, phòng thủ các đô thị Nhật Bản và các phi vụ Thần Phong (Kamikaze) vào giai đoạn cuối của cuộc chiến.
Phiên bản 'Tojos' 2c, trang bị pháo cỡ lớn, được dùng chống lại B-29 bởi 1 phi đội cảm tử đặc biệt. Một đội có ít nhất 4 máy bay của Sentai số 47, đơn vị "Shinten Seiku Tai" (Bảo vệ Bầu trời) đóng tại sân bay Narimasu, chuyên đâm vào những mục tiêu máy bay ném bom trong cuộc phòng thủ bảo vệ Tokyo.
Nakajima Ki-44 một thời được trang bị cho 12 sentai (trung đoàn bay) của Không lực Bộ binh Nhật số: 9, 22, 23, 29, 47, 59, 64, 70, 85, 87, 104, 246 và hoạt động cho đến khi được thay thế một phần bằng Nakajima Ki-84 "Hayate" trong những trận cuối cùng. Không quân Mãn Châu Quốc cũng nhận được vài kiểu mẫu của máy bay này trong chiến tranh. 

### Sử dụng sau chiến tranh
Sau Thế Chiến II, Phi đội 18 thuộc Không đoàn 6 của Không quân Trung Hoa Dân Quốc được trang bị Ki-44, trước đây thuộc Sentai số 9 đã bị giải thể tại Nanking, và của Sentai số 29 bị giải thể tại Đài Loan và nó tham gia vào Nội chiến Trung Quốc. Không quân Giải Phóng Quân Trung Quốc lấy được số máy bay của Sentai số 22 và số 85 bị giải thể tại Chosen (tên người Nhật đặt cho Triều Tiên trong thời kỳ chiếm đóng đất nước này 1910-1945). Những máy bay này được lái bởi lính đánh thuê Nhật, và được dùng cho đến khi 2 chiếc Ki-44 cuối cùng nghỉ hưu những năm đầu thập niên 1950.

## Các phiên bản

Ki-44nguyên mẫu.
Ki-44chiếc thử nghiệm tiền sản xuất.
Ki-44 Kiểu Igắn động cơ Nakajima Ha-41 930 kW (1.250 hp), tốc độ tối đa 580 km/h (363 mph). Trang bị hai súng máy Kiểu I 12,7 mm và hai súng máy Kiểu 89 7,7 mm trên cánh.
Ki-44 IaMáy bay Tiêm kích Lục quân Kiểu 2. (Mark Ia).
Ki-44 IbMark Ib.
Ki-44 Ickiểu cải tiến.
Ki-44 Kiểu IIgắn động cơ Nakajima Ha-109 1.074 kW (1.440 hp), tốc độ tối đa 604 km/h (378 mph), bốn súng máy Kiểu I 12,7 mm.
Ki-44 IInguyên mẫu gắn động cơ Nakajima Ha-109 1.520 hp (1.130 kW).
Ki-44 IIaMark 2a.
Ki-44 IIb
Ki-44 IIc(Mark 2c) kiểu đầu tiên trang bị vũ khí nặng - bốn pháo Ho-3 20 mm hoặc hai súng máy Ho-103 12,7 mm và hai pháo Ho-301 40 mm.
Ki-44 IIIa(Mark 3a) động cơ 2.000 hp (1.500 kW), bốn pháo Ho-5 20 mm.
Ki-44 IIIb(Mark 3b) hai pháo Ho-5 20 mm và hai pháo Ho-203 37 mm.
Tổng cộng: 1.225 chiếc

## Các nước sử dụng
Trong chiến tranh
 Manchukuo
- Không quân Mãn Châu Quốc

 Nhật Bản
- Không lực Lục quân Đế quốc Nhật Bản

Sau chiến tranh
 Đài Loan
- Không quân Trung Hoa Dân quốc

 Trung Quốc
- Không quân Giải phóng quân Trung Quốc

## Đặc điểm kỹ thuật (Ki-44-IIb)
Tham khảo: Brindley 1973, p. 72. and Francillon 1979, p. 222.

### Đặc điểm chung
- Đội bay: 01 người
- Chiều dài: 8,84 m (29 ft)
- Sải cánh: 9,45 m (31 ft 1 in)
- Chiều cao: 3,12 m (10 ft 3 in)
- Diện tích cánh: 15 m² (161 ft²)
- Áp lực cánh: 200 kg/m² (41 lb/ft²)
- Trọng lượng không tải: 2.105 kg (4.641 lb)
- Trọng lượng có tải: 2.764 kg (6.094 lb)
- Trọng lượng cất cánh tối đa: 2.995 kg (6.602 lb)
- Động cơ: 1 x động cơ Nakajima Ha-109 bố trí vòng tròn, công suất 1.519 mã lực (1.133 kW)

### Đặc tính bay
- Tốc độ lớn nhất: 605 km/h (376 mph)
- Tốc độ bay đường trường: 400 km/h (249 mph)
- Tốc độ chòng chành: 150 km/h (93 mph)
- Tầm bay tối đa: 1.700 km (1.060 mi)
- Trần bay: 11.200 m (36.750 ft)
- Tốc độ lên cao: 19,5 m/s (3.940 ft/min)
- Tỉ lệ công suất/khối lượng: 0,38 kW/kg (0,13 hp/lb)

### Vũ khí
- 4 x súng máy Ho-103 12,7 mm: 2 khẩu trên nắp động cơ với tốc độ bắn 657 viên/phút, và 1 khẩu trên mỗi cánh tốc độ bắn 900 viên/phút, chứa 760 viên đạn tổng cộng. Tốc độ đầu đạn 760 đến 796 m/s. Tầm bắn hiệu quả 750 m.

## Nội dung liên quan

### Máy bay liên quan
- Nakajima Ki-84

### Máy bay tương tự
- Focke-Wulf Fw 190
- Mitsubishi J2M
- Polikarpov I-180
- Republic P-43

### Trình tự thiết kế
Ki-41 - Ki-42 - Ki-43 - Ki-44 - Ki-45 - Ki-46 - Ki-47

### Danh sách liên quan
- Danh sách máy bay chiến đấu
- Danh sách máy bay quân sự Nhật Bản
- Danh sách máy bay trong Chiến tranh Thế giới II
- Danh sách máy bay tiêm kích
- Danh sách máy bay của Nhật Bản, Chiến tranh Thế giới II